# Vòng loại Giải vô địch bóng đá thế giới 2026 – Khu vực châu Phi (Bảng D)
Bảng D của vòng loại Giải vô địch bóng đá thế giới 2026 khu vực châu Phi là một trong chín bảng đấu của CAF cho vòng loại Giải vô địch bóng đá thế giới 2026. Bảng này bao gồm các đội tuyển Cameroon, Cabo Verde, Angola, Libya, Eswatini và Mauritius.
Đội nhất bảng sẽ trực tiếp giành quyền tham dự Giải vô địch bóng đá thế giới 2026, và các đội nhì bảng sẽ có thể giành quyền thi đấu tại vòng play-off để xác định một đội tiến vào vòng play-off liên lục địa.

## Bảng xếp hạng
| VT | Đội        | ST | T | H | B | BT | BB | HS | Đ  | Giành quyền tham dự                |     | Cabo Verde | Cameroon | Libya | Angola | Mauritius | Eswatini |
| -- | ---------- | -- | - | - | - | -- | -- | -- | -- | ---------------------------------- | --- | ---------- | -------- | ----- | ------ | --------- | -------- |
| 1  | Cabo Verde | 6  | 4 | 1 | 1 | 7  | 5  | +2 | 13 | Giải vô địch bóng đá thế giới 2026 |     | —          | T09      | 1–0   | 0–0    | 1–0       | T10      |
| 2  | Cameroon   | 6  | 3 | 3 | 0 | 12 | 4  | +8 | 12 | Có thể giành quyền vào vòng 2      |     | 4–1        | —        | 3–1   | T10    | 3–0       | T09      |
| 3  | Libya      | 6  | 2 | 2 | 2 | 6  | 7  | −1 | 8  |                                    |     | T10        | 1–1      | —     | 1–1    | 2–1       | T09      |
| 4  | Angola     | 6  | 1 | 4 | 1 | 4  | 4  | 0  | 7  |                                    | 1–2 | 1–1        | T09      | —     | T09    | 1–0       |          |
| 5  | Mauritius  | 6  | 1 | 2 | 3 | 6  | 10 | −4 | 5  |                                    | T09 | T10        | T10      | 0–0   | —      | 2–1       |          |
| 6  | Eswatini   | 6  | 0 | 2 | 4 | 4  | 9  | −5 | 2  |                                    | 0–2 | 0–0        | 0–1      | T10   | 3–3    | —         |          |

## Các trận đấu
| Cabo Verde | 0–0      | Angola |
| ---------- | -------- | ------ |
|            | Chi tiết |        |

| Eswatini | 0–1      | Libya         |
| -------- | -------- | ------------- |
|          | Chi tiết | - Krawa'a 53' |

| Cameroon                                   | 3–0      | Mauritius |
| ------------------------------------------ | -------- | --------- |
| - Mbeumo 45+2' - Nkoudou 87' - Magri 90+2' | Chi tiết |           |

| Eswatini | 0–2      | Cabo Verde                  |
| -------- | -------- | --------------------------- |
|          | Chi tiết | - Mendes 17' - Monteiro 38' |

| Libya         | 1–1      | Cameroon             |
| ------------- | -------- | -------------------- |
| - Aleiyan 43' | Chi tiết | - Ntcham 34' (ph.đ.) |

| Mauritius | 0–0      | Angola |
| --------- | -------- | ------ |
|           | Chi tiết |        |

| Libya                                | 2–1      | Mauritius |
| ------------------------------------ | -------- | --------- |
| - Al Badri 20' (ph.đ.) - Krawa'a 40' | Chi tiết | - Bru 34' |

| Angola        | 1–0      | Eswatini |
| ------------- | -------- | -------- |
| - Mabululu 2' | Chi tiết |          |

| Cameroon                                                     | 4–1      | Cabo Verde     |
| ------------------------------------------------------------ | -------- | -------------- |
| - Ngadeu-Ngadjui 13' - Aboubakar 25', 44' (ph.đ.) - Tolo 54' | Chi tiết | - Monteiro 37' |

| Mauritius                | 2–1      | Eswatini       |
| ------------------------ | -------- | -------------- |
| - Gaspard 19' - Rose 45' | Chi tiết | - Magagula 66' |

| Cabo Verde  | 1–0      | Libya |
| ----------- | -------- | ----- |
| - Diney 10' | Chi tiết |       |

| Angola                      | 1–1      | Cameroon     |
| --------------------------- | -------- | ------------ |
| - Ngadeu-Ngadjui 54' (l.n.) | Chi tiết | - Mbeumo 11' |

| Cabo Verde | v | Mauritius |
| ---------- | - | --------- |
|            |   |           |

| Libya | v | Angola |
| ----- | - | ------ |
|       |   |        |

| Eswatini | v | Cameroon |
| -------- | - | -------- |
|          |   |          |

| Angola | v | Cabo Verde |
| ------ | - | ---------- |
|        |   |            |

| Cameroon | v | Libya |
| -------- | - | ----- |
|          |   |       |

| Eswatini | v | Mauritius |
| -------- | - | --------- |
|          |   |           |

| Angola | v | Libya |
| ------ | - | ----- |
|        |   |       |

| Mauritius | v | Cabo Verde |
| --------- | - | ---------- |
|           |   |            |

| Cameroon | v | Eswatini |
| -------- | - | -------- |
|          |   |          |

| Cabo Verde | v | Cameroon |
| ---------- | - | -------- |
|            |   |          |

| Angola | v | Mauritius |
| ------ | - | --------- |
|        |   |           |

| Libya | v | Eswatini |
| ----- | - | -------- |
|       |   |          |

| Mauritius | v | Cameroon |
| --------- | - | -------- |
|           |   |          |

| Libya | v | Cabo Verde |
| ----- | - | ---------- |
|       |   |            |

| Eswatini | v | Angola |
| -------- | - | ------ |
|          |   |        |

| Cabo Verde | v | Eswatini |
| ---------- | - | -------- |
|            |   |          |

| Mauritius | v | Libya |
| --------- | - | ----- |
|           |   |       |

| Cameroon | v | Angola |
| -------- | - | ------ |
|          |   |        |

## Cầu thủ ghi bàn
Đang có 39 bàn thắng ghi được trong 18 trận đấu, trung bình 2.17 bàn thắng mỗi trận đấu (tính đến ngày 25 tháng 3 năm 2025).
4 bàn
- Vincent Aboubakar

3 bàn
- Bryan Mbeumo

2 bàn
- Dailon Livramento
- Jamiro Monteiro
- Philani Mkhontfo
- Ahmed Krawa'a
- Lindsay Rose

1 bàn
- Gelson Dala
- Fredy
- Mabululu
- Diney
- Ryan Mendes
- Yannick Semedo
- Frank Magri
- Michael Ngadeu-Ngadjui
- Georges-Kévin Nkoudou
- Olivier Ntcham
- Nouhou Tolo
- Mayibongwe Mabuza
- Junior Magagula
- Faisal Al Badri
- Abdulmunem Aleiyan
- Ezzeddin Amer Faraj El Maremi
- Muaid Ellafi
- Yannick Aristide
- Kévin Bru
- Mike Gaspard
- Emmanuel Vincent

1 bàn phản lưới nhà
- Michael Ngadeu-Ngadjui (trong trận gặp Angola)